# Dattinia
Dattinia é um gênero de mariposa pertencente à família Crambidae.